# Molière (schrijver)
Molière (geboren als Jean-Baptiste Poquelin; Parijs, 15 januari 1622 – aldaar, 17 februari 1673) was een Frans toneelschrijver en acteur die bekendheid verwierf met zijn satirische komedies. Zijn bekendste werken zijn Dom Juan, Tartuffe en L'Avare (De Vrek).

## Biografie
Jean-Baptiste was de zoon van Jean Poquelin, een rijke handelaar in wandtapijten die in 1631 de titel tapissier et valet de chambre du roi zou kopen, en Marie Cressé. Zijn moeder overleed toen hij 10 was. Jean hertrouwde met Catherine Fleurette die aan Jean-Baptiste twee halfzusters schonk alvorens in 1636 eveneens te overlijden. Vader Jean bleef achter als weduwnaar met 5 kinderen; het is misschien niet toevallig dat in de toneelstukken van Molière weinig moeders voorkomen, maar des te meer schoonmoeders en toegewijde dienstmeiden.
Tot 1639 liep hij school aan het prestigieuze Parijse jezuïetencollege Collège de Clermont, waar hij via zijn leraar Pierre Gassendi kennis maakte met het werk van Epicurus. Hij zou er Claude-Emmanuel Luillier (de latere dichter Chapelle), de filosoof François Bernier en Cyrano de Bergerac leren kennen. Uit die tijd zou ook zijn vertaling van het werk De Rerum Natura van Lucretius dateren.
Hij studeerde rechten aan de Universiteit van Orléans. In 1643 stichtte hij, naar eigen zeggen gedreven door een onweerstaanbare roeping, met de familie Béjart een toneelgezelschap, l'Illustre Théâtre, en nam de naam Molière aan.

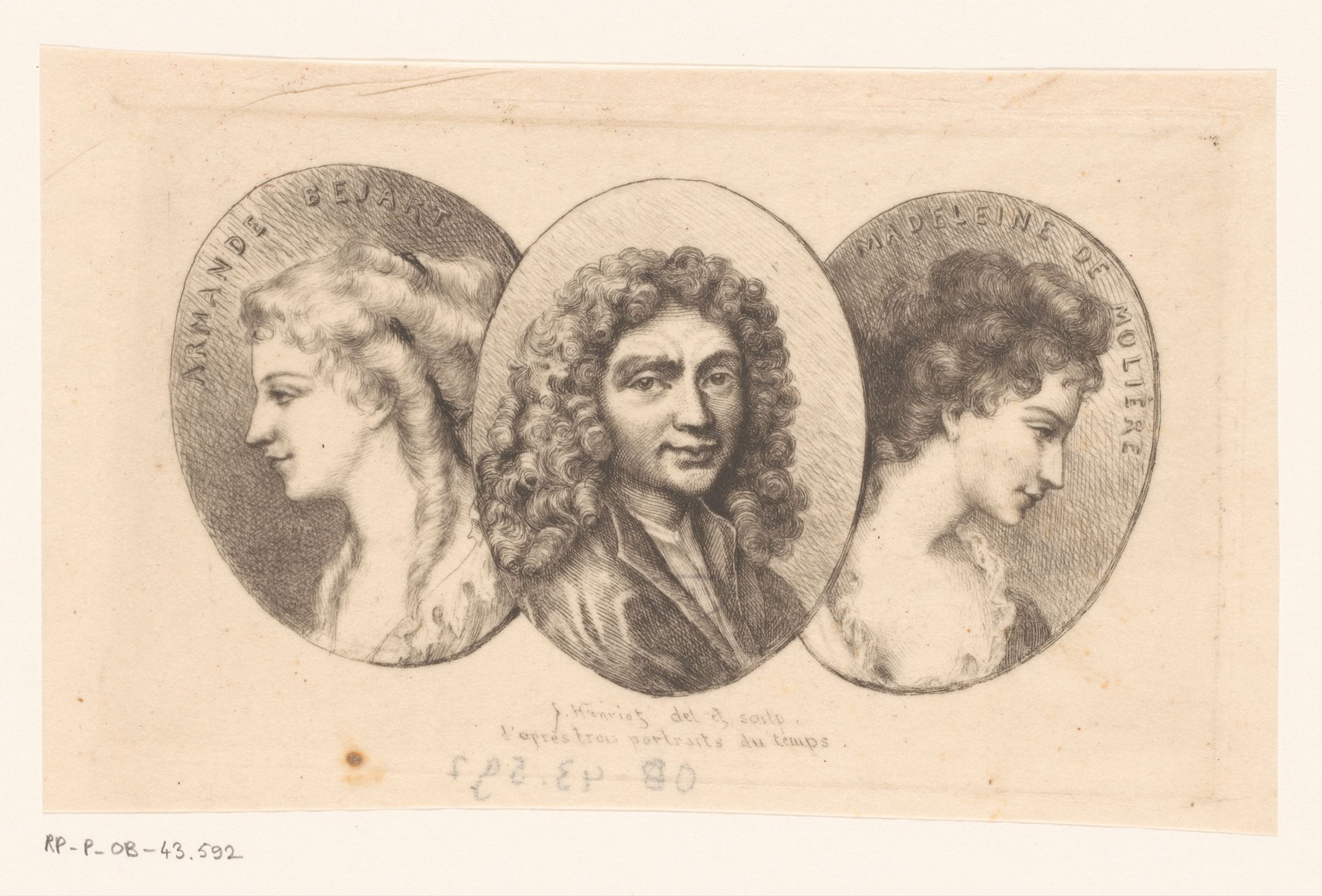
Armande Béjart, Molière en Madeleine Béjart

Heel abrupt was die keuze voor het theater echter niet. De families Poquelin en Béjart onderhielden al jaren een zakelijk contact. Het zou kunnen dat Jean-Baptiste handelde uit verliefdheid op de oudste dochter Madeleine (geb. 1618). Hij kreeg van zijn vader een voorschot op de erfenis en stond het recht op ambachtsopvolging af aan zijn jongere broer. Op 30 juni 1643 werd dan de oprichtingsakte van het gezelschap ondertekend.
Het gezelschap werkte zonder succes. Molière moest wegens schulden enige tijd in de gevangenis doorbrengen. Hij verliet Parijs en reisde met zijn kameraden gedurende een twaalftal jaren door de provincie. Al spoedig begon hij zelf komedies te schrijven.
Op 24 oktober 1658 trad hij voor het eerst op voor koning Lodewijk XIV en zijn hele hof in een zaal van het Louvre. De bijval was zo groot, dat Molières gezelschap de naam Troupe de Monsieur mocht voeren en een zaal van het Petit-Bourbon tot zijn beschikking kreeg. In 1659 opende hij met Les précieuses ridicules een reeks van ongeveer dertig kluchten en blijspelen, die hem de gunst en bescherming van Lodewijk XIV bezorgden en hem bij het nageslacht beroemd maakten.
Van ca. 1661 tot zijn dood in 1673 werkte hij samen met de componist Jean-Baptiste Lully, wat resulteerde in comédies-ballets, composities van illustratieve begeleidingen bij enkele van de beste toneelstukken van de schrijver. Zo componeerden zij samen het comédie-ballet Les Fâcheux voor Fouquets grote openingsfeest van het kasteel van Vaux-le-Vicomte op 17 augustus 1661.
In 1662 huwde hij met de jonge toneelspeelster Armande Béjart (vermoedelijk geb. 1642 of 1643), zuster of dochter van zijn aanvankelijke geliefde Madeleine.
In zijn komedies had Molière kritiek op edelen en geestelijken, die bevoorrecht leefden, op hun sleur, hun blinde aanbidding van gezag, hun minachting van ervaring en waarneming. Hij richtte zijn kritiek ook op medici, schijngeleerden en de overdreven bewonderaars van kunst en wetenschap. Lodewijk XIV kon hem wel waarderen en steunde het gezelschap van Molière. Hij gaf toestemming op te treden in zijn eigen Palais-Royal. Na de afbraak van het paleis Petit-Bourbon, wegens uitbreiding van de oostelijke vleugel van het Louvre, speelde het gezelschap vaker op de nieuwe locatie.
Molière overleed op 51-jarige leeftijd na de vierde voorstelling van zijn laatste komedie, Le malade imaginaire, waarin hij zoals gewoonlijk de hoofdrol vertolkte. In dit toneelstuk werd de spot gedreven met ziek zijn. Een goed recept tegen ziekte was onverdunde wijn met een groot stuk rundvlees en Hollandse kaas. Tijdens de opvoering werd Molière plotseling onwel. Hij werd naar huis gebracht en vroeg om een stuk Parmezaanse kaas, het enige dat hij nog kon eten. Het mocht echter niet baten, Molière stierf nog diezelfde avond. De aartsbisschop van Frankrijk verbood de parochiepriester hem als toneelspeler een kerkelijke begrafenis te geven, maar de leden van Molières toneelgezelschap wisten dankzij hun invloed op de koning te bewerkstelligen dat hij op het kerkhof van St. Joseph werd begraven. Later werd hij herbegraven op Père Lachaise.
Jean Racine en Pierre Corneille, beiden ook toneelschrijvers, waren tijdgenoten van Molière.

### Naleven
In 1680, zeven jaar na zijn dood, werd bij decreet door Lodewijk XIV La Comédie Française opgericht, waarvan Molière als de wegbereider beschouwd mag worden.
Er zijn verscheidene speelfilms gemaakt over het leven van Molière.
Later werd het talent van Molière ook in intellectuele kringen erkend. Hij werd postuum lid van de Académie Française. Op zijn borstbeeld in de erezaal van de Academie werd in 1778 de tekst aangebracht: “Rien ne manque à sa gloire, il manquait à la nôtre” (“niets ontbreekt aan zijn eer, hij ontbrak aan de onze”).

## Bibliografie

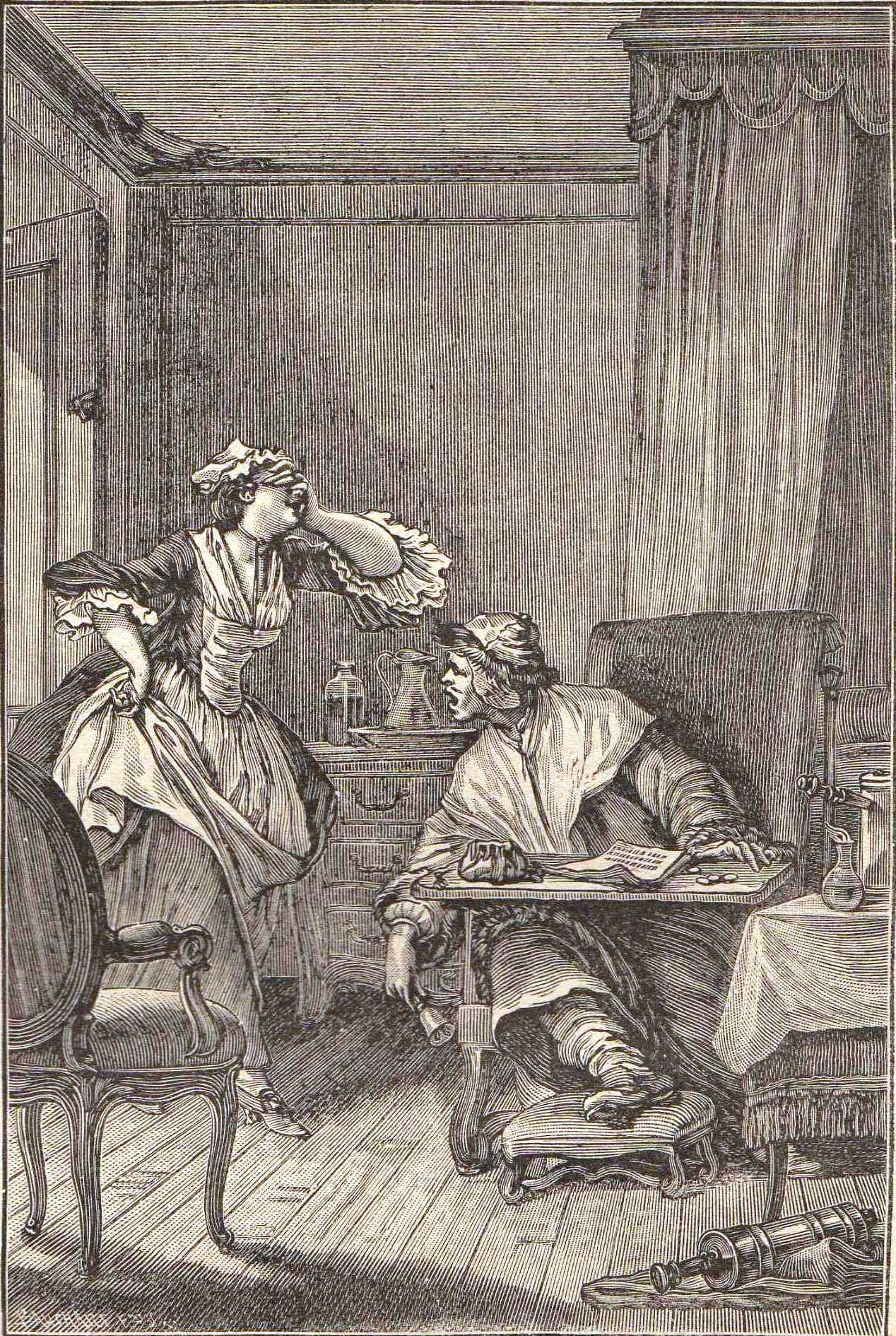
Tekening door Jean-Michel Moreau
van Le Malade imaginaire

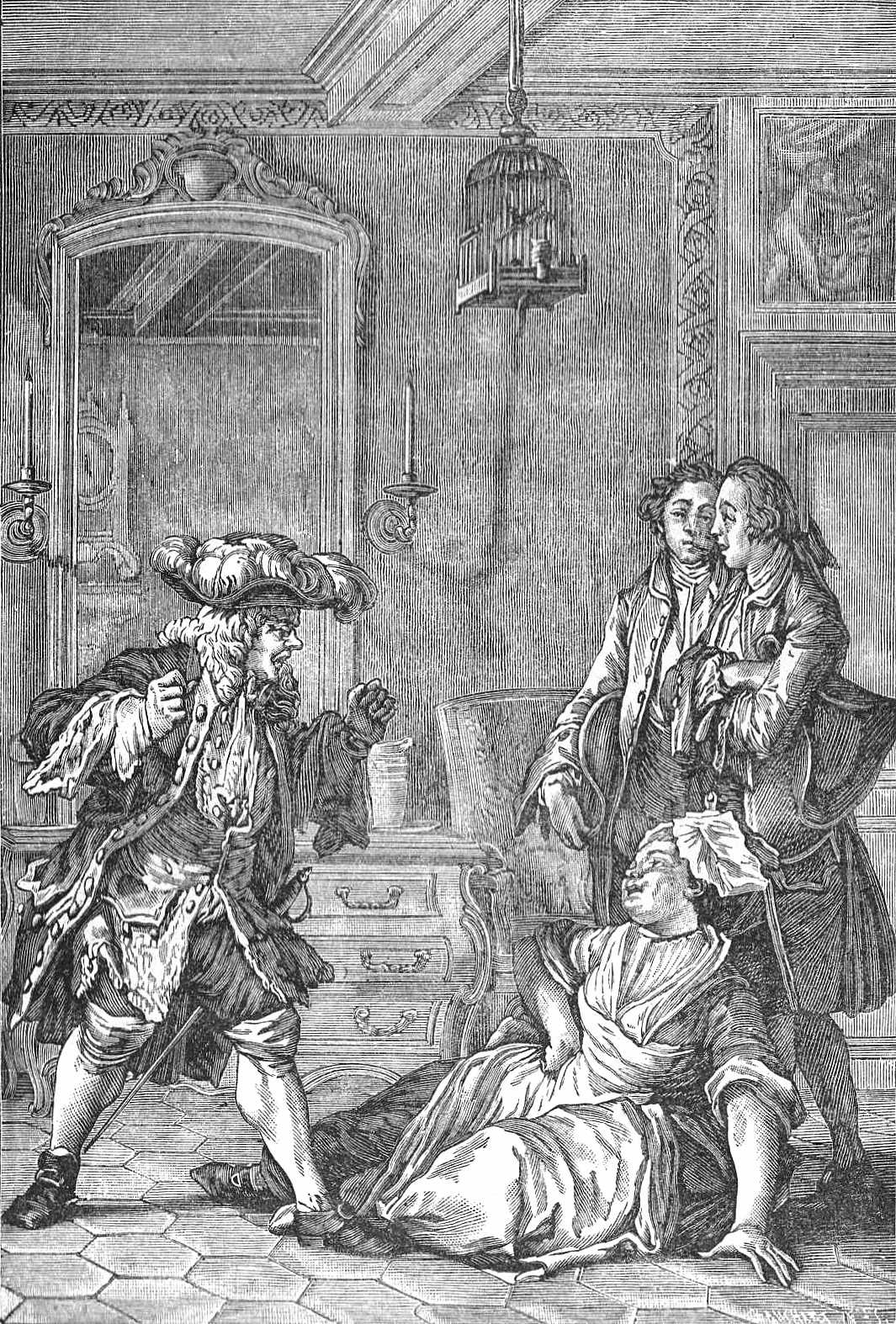
Tekening door Jean-Michel Moreau
van Le Bourgeois gentilhomme

## Toneelgezelschap
In chronologische volgorde:
- Madeleine Béjart
- Joseph Béjart
- Geneviève Bejart
- Pierre Réveillon, onder de naam Châteauneuf
- René Berthelot, onder de naam Du Parc of Gros-René
- Catherine Leclerc du Rosé, ook du Rozet of du Rozay, onder de naam Mademoiselle de Brie, echtgenote van Edme Villequin de Brie
- Louis Béjart
- Michel Baron
- Edme Villequin de Brie
- Marie Ragueneau de l’Estang, onder de naam Mademoiselle de La Grange
- Marquise-Thérèse de Gorle, onder de naam Mademoiselle du Parc
- Armande Béjart
- Charles Varlet, onder de naam La Grange
- Guillaume Marcoureau, onder de naam Brécourt
- André Hubert
- Philibert Grassot, onder de naam Du Croisy
- Marie Claveau, onder de naam Mademoiselle Du Croisy, echtgenote van Philibert Grassot
- François Le Noir, onder de naam La Thorillière
- François Bedeau, onder de naam Gorgibus oder L’Espy
- Julien Geoffrin Bedeau, onder de naam Jodelet

## Bron
- Spaargaren, F. (1992) Pompadour, pompernickel en pique-nique. De namen van beroemde gerechten verklaard.